# Gefahrgut (Zeitschrift)
Gefahrgut (Eigenschreibweise GEFAHR/GUT) ist der Titel der vom Verlag Heinrich Vogel herausgegebenen Fachzeitschrift. Es ist Teil eines Gesamtangebots für Gefahrgutverantwortliche mit dem Namen fokus GEFAHR/GUT, welches sich in gedruckter Form und digital mit Gefahrgut-relevanten Bereichen von der Herstellung bis zur Entsorgung, Logistik, Verpackung, Arbeitssicherheit, Ausbildung und den Transport von gefährlichen Gütern beschäftigt.
Das Magazin erscheint monatlich seit Januar 1993.